# Katarzyna Klata
Katarzyna Klata (n. 18 octombrie 1972, Sochaczew, Mazovia, Polonia) este o arcașă ce a reprezentat Polonia, medaliată olimpică. A participat la o ediție a Jocurilor Olimpice (1996) în care a câștigat o medalie de bronz.

## Participări
Lista de mai jos prezintă principalele competiții la care a participat Katarzyna Klata de-a lungul carierei.
- archery at the 1996 Summer Olympics – women's team[*]